# (81915) Hartwick
(81915) Hartwick (2000 NS11) – planetoida z pasa głównego asteroid okrążająca Słońce w ciągu 5,77 lat w średniej odległości 3,21 j.a. Odkryta 15 lipca 2000 roku.